# Большой каньон в Гренландии
Большой Каньон в Гренландии — самый длинный каньон на Земле, расположенный подо льдом Гренландии. Сообщение о находке было опубликовано в августе 2013 учёными из Бристольского, Калгарийского и Урбинского (Италия) университетов в журнале Science.

## Открытие
Чтобы понять, что находится под толщей льда, исследователи из НАСА, Великобритании и Германии провели анализ огромного массива информации, полученной в течение нескольких десятков лет с помощью воздушной радиолокации. В результате стало ясно, что в земной коре есть трещина, которая тянется к северу от центра Гренландии.

## Геология
Большой Каньон в Гренландии — это ущелье, длина которого составляет 750 километров, глубина — около 800 метров, ширина — около 10 километров. Он является самым длинным каньоном на Земле, почти в два раза длиннее, чем Большой каньон в США.

## Гидрология
Учёные считают, что этот каньон мог значительно повлиять на формирование ледникового щита Гренландии, по крайней мере 4 миллиона лет назад, он был частью речной системы острова. Талая вода от ледника ещё течёт по нему в Северный Ледовитый океан. Кроме того, вода и лёд, которые двигались по каньону, оставили следы на морском дне вблизи острова. Ранее учёные считали, что эти каналы промыла морская вода. Обнаружение каньона позволяет объяснить причину отсутствия в Гренландии подлёдных озёр талой воды, являющихся неотъемлемой частью ледникового щита Антарктиды.